# Míchov
Míchov (deutsch Michow, auch Michau) ist eine Gemeinde in Tschechien. Sie liegt sechs Kilometer nordwestlich von Boskovice und gehört zum Okres Blansko.

## Geographie

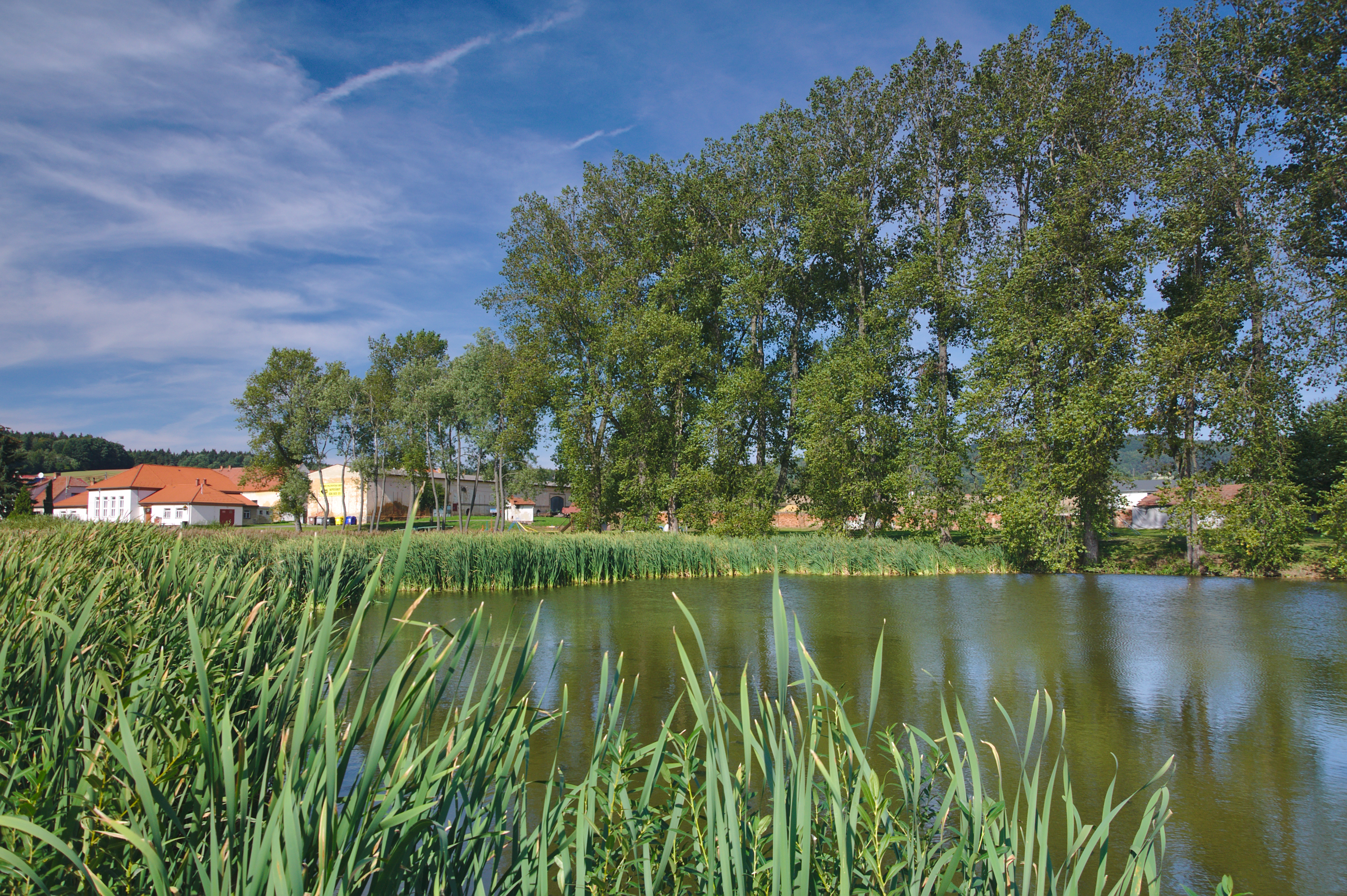
Teich in Míchov

Míchov befindet sich in der Boskowitzer Furche. Das Dorf liegt in der Quellmulde des Baches Míchovský potok, der südöstlich von Míchov in den Semíč mündet. Im Norden erhebt sich der Písečný vrch (522 m), nordöstlich die Hora (544 m), im Südosten die Hodiška (410 m), südlich der Kopanisko (405 m) und im Westen der Skřib (470 m). Gegen Südosten liegt die Trasse der unvollendeten Reichsautobahn Wien–Breslau.
Nachbarorte sind Podolí im Norden, Vísky im Nordosten, Bačov im Osten, Hodiška im Südosten, Chrudichromy und Svitávka im Süden, Sasina im Südwesten, Zboněk im Westen sowie Jindřichov und Letovice im Nordwesten.

## Geschichte
Die erste schriftliche Erwähnung des Dorfes erfolgte 1169 in einer Schenkungsurkunde Vladislavs II. für das Kloster Hradisko.
Nach der Aufhebung der Patrimonialherrschaften bildete Michov ab 1850 eine Gemeinde in der Bezirkshauptmannschaft Boskovice. Südöstlich des Dorfes erfolgten zwischen 1939 und 1941 Bauarbeiten für die Reichsautobahn Wien-Breslau. Mit Beginn des Jahres 1961 wurde Míchov dem Okres Blansko zugeordnet. 1986 erfolgte die Eingemeindung nach Letovice. Seit 1992 besteht die Gemeinde wieder.

## Gemeindegliederung
Für die Gemeinde Míchov sind keine Ortsteile ausgewiesen.

## Sehenswürdigkeiten
- Glockenturm, errichtet 1887
- Steinernes Kreuz am Dorfplatz